# Кансор
Кансор (каз. Қансор) — пересыхающее озеро в Карабалыкском районе Костанайской области Казахстана. Находится в 3 км к северо-востоку от посёлка Кансор и в 2 км к юго-западу от села Каракопа.
По данным топографической съёмки 1943 года, площадь поверхности озера составляет 2,84 км². Наибольшая длина озера — 2,2 км, наибольшая ширина — 1,8 км. Длина береговой линии составляет 7,5 км, развитие береговой линии — 1,24. Озеро расположено на высоте 238 м над уровнем моря.